# 타눔시

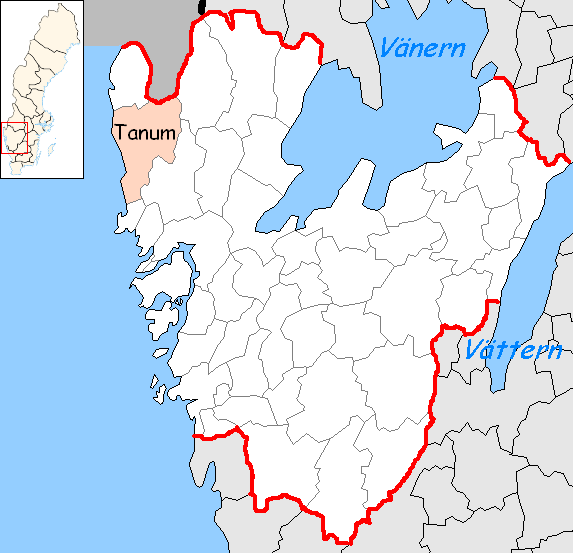
타눔 시의 위치

타눔시(스웨덴어: Tanums kommun)는 스웨덴 베스트라예탈란드주에 위치한 지방 자치체로 행정 중심지는 타눔스헤데이며 면적은 2,351.35km2, 인구는 12,606명(2016년 12월 31일 기준), 인구 밀도는 5.4명/km2이다.

시 문장